# Али Фарка Туре
Али Фарка Туре (фр. Ali Ibrahim “Farka” Touré; Тимбукту, 31. октобар 1939 — Тимбукту, 6. март 2006) је био гитариста и композитор из Малија и један од најпознатијих музичара из Африке у свету. Његова музика се описује као спој традиционалне музике Малија и блуза.

## Дискографија
- 1976 −
- 1976 −
- 1978 −
- 1979 −
- 1980 −
- 1984 −
- 1988 −
- 1989 −
- 1990 −
- 1990 −
- 1993 −
- 1994 −
- 1996 −
- 1999 −
- 2004 −
- 2005 −
- 2006 −